# 김완섭 (1968년)
김완섭(金琓燮, 1968년 4월 19일 ~ )은 대한민국의 제21대 환경부 장관을 역임했다.

## 학력
- 1974.03 원주 일산초등학교 입학
- 1974 원주국민학교 재학
- ~1986.02 서울영동고등학교 졸업
- ~1991.02 고려대학교 경영대학 경영학 학사
- ~1993.02 서울대학교 행정대학원 행정학 석사
- ~2005.02 미주리 대학교 대학원 경제학 박사

## 경력
- 1992년: 제36회 행정고시 합격
- 1993년 4월~1994년 4월: 총무처 수습사무관
- 1994년 4월~1994년 10월: 병무청 징병모집과 행정사무관
- 1994년 10월~1998년 1월: 제15특수임무비행단 정훈장교 (공군중위 전역)
- 1998년 2월~1998년 4월: 병무청 동원소집국 산업지원과 행정사무관
- 1998년 4월~1999년 5월: 기획예산위원회 재정협력과 사무관
- 1999년: 기획예산처 재정기획국 기획총괄과 행정사무관
- 기획예산처 사회예산심의관실 교육정보예산과 행정사무관
- 기획예산처 예산실 교육문화예산과 행정사무관
- 2000년 3월: 기획예산처 예산실 과학환경예산과 행정사무관
- 기획예산처 예산실 예산총괄과 행정사무관
- 2001년 12월: 기획예산처 예산총괄과 서기관
- 2002년 1월~2005년 2월: 국외훈련
- 2005년 2월: 기획예산처 예산낭비대응팀장
- 2005년 10월: 저출산고령사회정책본부 노후생활팀장
- 2006년 4월~2007년 3월: 대통령비서실 국정상황실 행정관
- 2007년 3월~2008년 1월: 기획예산처 재정운용실 민간투자기획관 민자사업관리팀장
- 2008년 1월~2008년 2월: 제17대 대통령직인수위원회 기획조정분과 실무위원
- 2008년 3월: 기획재정부 예산실 예산총괄심의관 예산기준과장
- 2009년 2월: 기획재정부 예산실 사회예산심의관 노동환경예산과장
- 2009년 8월: 영국 유럽부흥개발은행(EBRD) 파견
- 2011년 12월: 기획재정부 정책조정국 사회정책과장
- 2013년 5월: 기획재정부 예산실 경제예산심의관 산업정보예산과장
- 2013년 7월: 대통령비서실 인사비서관실 행정관, 부이사관
- 2015년 10월: 미국 국제부흥개발은행(IBRD) 선임자문관
- 2017년 5월: 기획재정부 공공정책국 공공혁신기획관
- 2017년 9월: 기획재정부 재정관리국 재정성과심의관
- 2018년 12월: 홍남기 부총리 겸 기획재정부장관 비서실장
- 2020년 5월~2021년 4월: 기획재정부 예산실 사회예산심의관
- 2021년 4월~2022년 6월: 기획재정부 예산실 예산총괄심의관
- 2022년 3월: 제20대 대통령직인수위원회 기획조정분과 전문위원
- 2022년 6월~2023년 7월: 기획재정부 예산실장, 관리관
- 2023년 7월~2023년 12월: 기획재정부 제2차관
- 2024년 1월~2024년 7월: 국민의힘 입당
- 2024년 1월~2024년 7월: 국민의힘 강원특별자치도당 원주시 을 당원협의회 위원장
- 2024년 7월~2025년 7월: 제21대 환경부 장관
- 2024년 7월~2025년 7월: 대통령 직속 지방시대위원회 당연직위원
- 2024년 7월~2025년 7월: 2050 탄소중립녹색성장위원회 당연직 위원

## 역대 선거 결과
| 실시년도 | 선거   | 대수 | 직책     | 선거구         | 정당     | 득표수   | 득표율          | 순위 | 당락 | 비고 |
| -------- | ------ | ---- | -------- | -------------- | -------- | -------- | --------------- | ---- | ---- | ---- |
| 2024년   | 총선   | 22대 | 국회의원 | 강원 원주시 을 | 국민의힘 | 44,919표 | \| \| 45.91% \| | 2위  | 낙선 |      |
|          | 45.91% |      |          |                |          |          |                 |      |      |      |